# 奧克蘭 (緬因州普查規定居民點)
奧克蘭（英語：Oakland）是位於美國緬因州肯納貝克縣的一個普查規定居民點。

## 人口
根據2020年美國人口普查的數據，奧克蘭的面積為14.78平方千米，當中陸地面積為14.00平方千米，而水域面積為0.78平方千米。當地共有人口2536人，而人口密度為每平方千米171.58人。